# آنسلمو دی مورایس
آنسلمو دی مورایس (به پرتغالی: Anselmo de Moraes) هافبک اهل برزیل است که در شهر سائوپائولو و در تاریخ ۲۰ فوریهٔ ۱۹۸۹ به دنیا آمده است.
آنسلمو دی مورایس در تیم‌های فوتبال پالمیراس سابقهٔ حضور دارد.